# Ramón Sampedro
Ramón Sampedro (castellà: Ramón Sampedro Cameán)  (Porto do Son, 5 de gener de 1943 - Boiro, 12 de gener de 1998) va ser un mariner i escriptor gallec. Tetraplègic des dels 25 anys, va desenvolupar una intensa activitat de petició judicial per poder morir i que la persona o persones que l'auxiliessin no incorressin en delicte, atès que el seu estat l'incapacitava per fer-ho sense ajuda externa.
En ell es va basar la pel·lícula Mar adentro (en català, Mar endins), dirigida per Alejandro Amenábar i protagonitzada per Javier Bardem.

## Biografia
Va néixer el 5 de gener a la parròquia de Xuño, al municipi gallec de Porto do Son. Amb 18 anys es va enrolar en la marina mercant amb l'objectiu de conèixer el món. A l'edat de 25 anys va patir un accident, quan es va llançar de cap a l'aigua des d'una roca a la platja d'As Furnas, a Xuño, un dia de marejol, que el va deixar tetraplègic i postrat en un llit per a la resta de la seva vida. Va ser el primer ciutadà que va demanar l'eutanàsia a l'Estat espanyol. La seva petició le va ser denegada perquè el Codi Penal vigent llavors, del Text Refos de 1973, no ho permetia, igual com passa avui dia amb el precepte correlatiu (143.4) del Codi Penal vigent de 1995, quan preceptua que "activament amb actes necessaris i directes a la mort d'un altre, per la petició expressa, seriosa i inequívoca d'aquest, en el cas que la víctima sofrís una malaltia greu que conduiria necessàriament a la seva mort, o que produís greus patiments permanents i difícils de suportar, serà castigat amb la pena inferior en un o dos graus a la de presó de 2 a 5 anys (per ala mera cooperació amb actes necessaris) o a la de presó de 6 a 10 anys (si la cooperació arribés fins al punt d'executar la mort)”.
Va escriure dos llibres: Cartas desde el Infierno (1996), on va agrupar els seus escrits fins a aquell moment i el poemari Cando eu caia (Xerais), publicat pòstumament el 1998.
Ramón va morir a Boiro el 12 de gener de 1998 per enverinament de cianur potàssic, ajudat per la seva amiga Ramona Maneiro. Aquesta va ser detinguda dies després, però no va ser jutjada per manca de proves. Set anys després, un cop que el delicte havia prescrit, Ramona va admetre en televisió que havia facilitat a Ramón l'accés al verí que li va causar la mort i haver gravat el vídeo on aquest va pronunciar les seves últimes paraules.
Després de la mort de Sampedro, moltes persones van afirmar haver estat els culpables, emulant l'obra literària Fuenteovejuna.